# Paula Nicart Mejías
Paula Nicart Mejías (Cornellà de Llobregat, 8 de setembre de 1994) és una exfutbolista catalana que ocupava el lloc de defensa. El 2015 va ser convocada per primera vegada per a la Selecció Absoluta Femenina de Futbol d'Espanya.

## Trajectòria
Paula va començar a jugar a futbol en l'equip masculí de l'UE Cornellà, amb tan sols 6 anys. i més tard passaria a formar part de l'UE Sant Joan d'Espí.
El 2008 va fitxar pel FC Barcelona en la categoria de Juvenil-Cadet i aconseguiria ascendir al segon equip el 2010. Durant la seva etapa en el club blaugrana, Nicart va ser convocada en diverses ocasions amb la Selecció Espanyola Sub-17 amb la qual va obtenir dos campionats d'Europa i la tercera plaça del mundial de Trinidad i Tobago del 2010, amb la Selecció Catalana, sub 16 va aconseguir el campionat d'Espanya de seleccions autonòmiques del 2010, i diversos sub campionats amb la sub 16 i sub 18.
El 2011 va ser presentada com a nova jugadora del F.C. Llevant Les Planes, equip català recentment ascendit a Primera Divisió, i en el qual romandria una temporada, aconseguint el premi de Jugadora Revelació de l'any 2013. El 2013 va passar a formar part del CE Sant Gabriel.
El 2014 va ser fitxada pel València CF i va signar una de les seves millors temporades com a jugadora en finalitzar la Lliga en quarta posició i consagrar-se subcampiona de la Copa de la Reina, després de perdre la final per 2-1 contra el Sporting de Huelva. Va ser convocada per primera vegada en la Selecció Espanyola Absoluta a principis de 2015, debutant contra Bèlgica. En 2017 va participar en l'Eurocopa.
Després de dos anys amb diverses lesions al genoll, el 2020 fitxa pel RCD Espanyol. Amb el descens de l'Espanyol a Reto Iberdrola, Nicart va fitxar per al Sevilla FC. Després de les lesions que ha patit, l'última a principis del 2022, Nicart va anunciar la seva retirada del futbol.